# Бизнис класа
Бизнис класа је класа која је доступна на многим комерцијалним авио-компанијама и железничким линијама, познатим по називима брендова који се разликују у зависности од авио компаније или железничке компаније. У авио индустрији, првобитно је замишљен као средњи ниво услуге између економске класе и прве класе, али многе авио-компаније сада нуде пословну класу као највиши ниво услуге, елиминишући седење прве класе.  Бизнис класа се разликује од осталих класа по квалитету седења, хране, пића, услуга у земљи и других погодности. У комерцијалном ваздухопловству, бизнис класа се обично означава 'J' и 'C' са флексибилношћу распореда, али може бити многа друга слова у зависности од околности.  

## Авио-компаније

### Историја
Авио-компаније су почеле да раздвајају путнике економске класе по пуној цени и сниженим ценама крајем 70-их. 1976. КЛМ је увео услугу Погодности за пуну цену за своје путнике у економској класи са пуном тарифом, што им је омогућило да седе испред економске кабине одмах иза прве класе, а овај концепт је брзо копирало неколико других авио-компанија, укључујући Ер Канада.  И Јунајтед ерлајнс и Транс ворлд ерлајнс су експериментисали са сличним концептом три класе 1978., али су га напустили због негативних реакција путника економске класе са попустом који су сматрали да им се одузимају погодности.  Јунајтед је такође навео потешкоће у праћењу који путници треба да седе у ком делу економске кабине на летовима са пресједањем. Американ ерлајнс је такође 1978. почео да одваја путнике у економској цени са пуном тарифом од путника са сниженим ценама и понудио је отворена средња седишта за путнике са пуном тарифом. 
Отприлике у то време, у авио-индустрији су се спекулисале да ће суперсонични авиони бити намењен тржишту за најплаћеније премијум путнике, и да ће се појавити тржиште три класе које се састоји од суперсоничне прве, бизнис и економске класе. 1977. Ел Ал је најавио планове да реконфигурише свој авион са малом кабином прве класе и већом кабином пословне класе под претпоставком да ће већина путника прве класе преко Атлантика пребацити своје пословање на Конкорд . 
Бритиш ервејз је представио „Club World”, засебну премијум кабину са бројним погодностима у октобру 1978., као средство за даље разликовање пословних путника са пуном тарифом од туриста који лете по сниженим ценама.  Пан Ам је најавио да ће увести „Clipper Class“ у јулу 1978., а Ер Франс и Пан Ам су увели пословну класу у новембру 1978.  Квантас тврди да је покренуо прву пословну класу на свету 1979. 
1. новембра 1981. Скандинејвијан ерлајнс систем је представио EuroClass са засебном кабином, наменским шалтерима за чекирање и салонима за путнике са пуном тарифом. Истовремено, прва класа је нестала из њихове европске флоте.

## Утицај на животну средину
Летење бизнис класом резултира већом емисијом штетних гасова од летења у економској класи, делом због количине простора који је повезан са тим.
За летове на дугим раздаљинама, емисија угљеника по путнику по пређеном километру је око три пута већа за бизнис класу и четири пута већа за прву класу.
Дужина лета утиче на животну средину: пошто се већина емисија генерише током фазе полетања током путовања авиона, то значи да летови на кратким раздаљинама имају већи утицај на животну средину, јер је већи део путовања у овој фази. Док за летове на дужим раздаљинама, авион крстари дужи део пута, што га чини мање утицајним на животну средину од летова на кратким релацијама, али и даље изазива емисије. Прелазни летови које обухватају више повезујућих летова такође повећавају емисије како се фаза полетања понавља. Приватни авиони су такође проблематични, јер се емисије стварају за само мали број људи.

## Возови
Бизнис класа је највиша класа услуге у кинеској брзој железници, док су прва и друга класа приступачније опције. Путници бизнис класе имају приступ салону пре поласка ако је доступан. Седишта у возу пословне класе су распоређена у конфигурацији 1-1 или 2-1 са потпуно затвореним седиштима. Бесплатни оброци, неограничене грицкалице и пића су обезбеђени за путнике пословне класе током целог путовања.
Евростар такође нуди смештај у бизнис класи на својим железничким услугама – под називом „Business Premier“, седишта су слична премијум економској класи „Standard Premier“ (шира седишта са више простора за ноге и већим нагибом у поређењу са економском „стандардном класом“), али укључују брже чекирање, укрцавање и комплетан оброк, између осталих карактеристика.